# Русский язык в Израиле
Русский язык является одним из самых распространённых в Израиле, особенно в среде репатриантов (олим) из стран бывшего СССР: РФ, Украины, СНГ, Прибалтики. Только после 1989 г. в Израиль прибыло более 1 млн репатриантов, для абсолютного большинства которых русский язык является родным или по крайней мере вторым языком. В отличие от многих других иммигрантских языков, русский язык в Израиле демонстрирует тенденцию к устойчивому сохранению и передаче молодому поколению. Согласно данным Центрального статистического бюро Израиля, в 2022 году русским языком владело почти 13% населения страны, а также функционирует значительное количество русскоязычных СМИ.

## История

### Период до основания Государства Израиль
В XIX веке на территории Палестины были основаны соборы и монастыри русской православной церкви (в основном, в районе Иерусалима и Яффо), где российские государственные, церковные, земельные, и имущественные владения именовались Русская Палестина и были переданы Израилю лишь после 1962 года (Апельсиновая сделка). Естественно, в среде паломников и обитателей монастырей уже тогда русский язык имел большое значение. С конца XIX века началась репатриация евреев из Российской империи в Палестину. Но в то время родным языком у вновь прибывших был идиш, а большинство из новоприбывших зачастую владело лучше польским, чем русским языком. Лишь ассимилированые евреи, составлявшие меньшинство, считали русский язык родным. Возрождённый язык иврит начал вытеснять другие языки общения (идиш и тогда ещё малозначимый русский). Большинство руководителей ишува были выходцами с территории Российской империи (Бен-Гурион, Бен-Цви, Жаботинский, Дизенгоф, Рутенберг и др.), получили образование в России и свободно владели русским языком. Владимир Жаботинский был известным писателем и драматургом, создававшим свои произведения на русском языке. В 1926 году, уже живя в Палестине, он писал:

Для большинства из нас Россия давно стала чужой. Нам глубоко безразлично, что случится с этой страной в будущем. Но русский язык пристал к каждому уголку нашего сознания, несмотря на то, что мы расселились среди далеких народов, рассеялись между ними и языки этих народов не похожи на русский. Помимо своей воли, механически, мы листаем русские газеты, прислушиваемся к разговорам. Язык приговорил нас к пожизненной связи с народом и страной, судьба которых в действительности интересует нас не больше прошлогоднего снега.— В. Жаботинский. Летние лагеря и святой язык. «Морген-журнал», 26.7.1926. Цитируется по книге «Мир Жаботинского».

### Период после образования государства
В 1950 году в Израиле начала работать радиостанция «Голос Циона для Диаспоры» (ивр. ציון לגולה‎, «Коль Цион ла-Голо»), регулярно вещавшая на разных языках, в том числе и на русском. Отдельная русская редакция («Голос Израиля») была создана в 1958 г., инициатором её создания и первым руководителем был Виктор Граевский. Позднее (в 1991 г.), после ряда реорганизаций, на базе русской редакции израильского гостелерадио была сформирована радиостанция РЭКА.
С 1959 по 1964 гг. в Тель-Авиве издавался журнал «Вестник Израиля». С 1963 по 1968 с периодичностью раз в два месяца в свет выходил журнал «Шалом»

С 1968 г. в Тель-Авиве (сначала еженедельно, а затем и ежедневно) начала издаваться газета «Наша страна». 

### Современное состояние
После начала массовой репатриации евреев, сначала из СССР, а в последующие годы из постсоветского пространства русский язык получил широкое распространение в стране. Для многих репатриантов родной для них русский язык представляет значительную ценность независимо от их мотивации овладеть ивритом. Для них характерна установка на двуязычие (хотя, с другой стороны, новое поколение, родившееся или выросшее в Израиле, в повседневной жизни отдает предпочтение ивриту). Одновременно с этим в конце 80-х годов отношение израильского общества изменилось в сторону большей толерантности к многоязычию.
Новая волна иммиграции и желание новых репатриантов сохранять свой родной язык и связи со странами СНГ в корне изменили ситуацию с русским языком в Израиле. Если до 1989 г. на русском языке выходила лишь одна ежедневная газета («Наша страна»), то уже в 1990—1991 гг. выпускалось множество ежедневных газет, еженедельников и журналов на русском языке (причем газеты «Новости недели» и «Вести» были ежедневными — НН с 1990 по 2003, а «Вести» — с 1992 по 2017). В 1991 г. началось вещание государственной радиостанции РЭКА на русском языке (примерно 12 часов в день по состоянию на начало 2019 г.). В 2001 г. появилась в эфире Первое радио. В 2002 г. был открыт частный телеканал на русском языке «Израиль Плюс» (9 канал). Практически во всех государственных и крупных частных организациях можно получить обслуживание на русском языке, повсеместно разного рода надписи и объявления дублируются на русском. В период предвыборных кампаний распространяются агитационные материалы на русском языке, а в день выборов на стенах избирательных участков и в кабинах для голосования висят плакаты, на которых избирательные листки переведены на русский язык.
По состоянию на 2011 г., русский язык является родным для 18 % взрослых жителей Израиля. При этом 48 % из уроженцев СССР общаются дома только на русском языке, 12 % не пользуются дома русским языком, 6 % пользуются на работе только русским языком.
Из числа прибывших из бывшего Советского Союза в период после 1989 года, русский язык в быту сохраняют 90 % репатриантов первого поколения, 78 % второго поколения и 72 % третьего поколения. Количество браков за пределами общины составляет 15 % для первого поколения, 20—25 % для второго. Из этих данных министерство абсорбции делает вывод о появлении за последние 25 лет в Израиле автохтонной русскоязычной субэтнической группы. Для выходцев из других языковых пространств (кроме английского) сохранение языка в третьем поколении не превышает 1—5 %. В то же время сохранение русского языка у прибывших из СССР в 1970-х годах не превышает 10—15 % в третьем поколении, хотя и отмечается некоторое восстановление русскоязычности под влиянием эмигрантов новой волны.

## Официальный статус
Официальным языком Израиля является иврит. Арабский обладает особым статусом, и используется, в основном, в местах компактного проживания израильских арабов. Языки иммигрантов, такие как венгерский, польский и традиционные языки еврейской диаспоры, официально не признаны, хотя для некоторых из них (например, для идиш и ладино) существуют государственные учреждения по сохранению их литературы и культуры. Дети иммигрантов обычно говорят на иврите, и многие из этих языков имеют тенденцию к исчезновению. Из-за довольно широкого распространения русского, в парламент неоднократно вносились законопроекты по легализации официального статуса русского языка в стране. Последний законопроект, в котором предлагается повысить статус русского языка в Израиле, был внесён в израильский Кнессет в августе 2008 года.
Первый иностранный язык, изучаемый в израильских школах — английский. Во многих школах изучается также второй иностранный язык, обычно арабский или французский. С 2008 года русский язык также получил статус одного из вторых иностранных языков в израильских школах. Министерство просвещения обязалось рассмотреть вопрос возможности сдачи на аттестат зрелости на русском не только для детей репатриантов, как было ранее, но и для всех желающих. По состоянию на 2010 год русский язык как учебный предмет преподавался приблизительно в 150 школах Израиля, его изучали около 7000 учащихся средней и старшей школы (7—12 классы).

## Институты поддержки
В 2007 году в Тель-Авиве был открыт Российский культурный центр (РКЦ, Русский дом), одно из почти сотни зарубежных представительств Россотрудничества. Первым руководителем РКЦ стал российский востоковед-гебраист Александр Крюков. Одной из главных задач РКЦ заявлена поддержка изучения и преподавания русского языка. Центр проводит курсы русского языка для детей и взрослых, а также для специалистов (госслужащих, предпринимателей, юристов, врачей и т. д.). В 2018 году РКЦ открыл курсы русского языка в Назарете, крупнейшем христианском городе Израиля.